# 米哈伊尔·夏波夫
米哈伊尔·维克托罗维奇·夏波夫（羅馬化：Mikhail Viktorovich Shchapov；1975年9月20日—）是俄罗斯政治人物，俄罗斯联邦安全局中校，第七届、第八届国家杜马代表。
2000年代初，夏波夫在联邦安全局任职。2010年，他退役并从事商业活动。2011年，他与他人共同创立了农业企业AgroBaikal。2013年至2016年任第二届伊尔库茨克州立法议会代表。2016年和2021年分别当选第七届和第八届国家杜马代表。

## 制裁
夏波夫于2022年因俄乌战争而受到英国政府制裁。